# ياسين متوكلي
ياسين متوكلي (18 يوليو 1986 في فرنسا - ) (بالفرنسية: Yassin Moutaouakil)‏ هو لاعب كرة قدم فرنسي في مركز الدفاع. شارك مع منتخب فرنسا تحت 19 سنة لكرة القدم ومنتخب فرنسا تحت 21 سنة لكرة القدم. أما مع النوادي، فقد لعب مع تشارلتون أثلتيك ونادي بورتسموث ونادي شاتورو ونادي ماذرويل وهايز وييدينغ يونايتد ‏.

## وصلات خارجية
- ياسين متوكلي على موقع قاعدة بيانات كرة القدم.إي يو (الإنجليزية)
- ياسين متوكلي على موقع Soccerbase.com (لاعب) (الإنجليزية)